# Libre Graphics Meeting

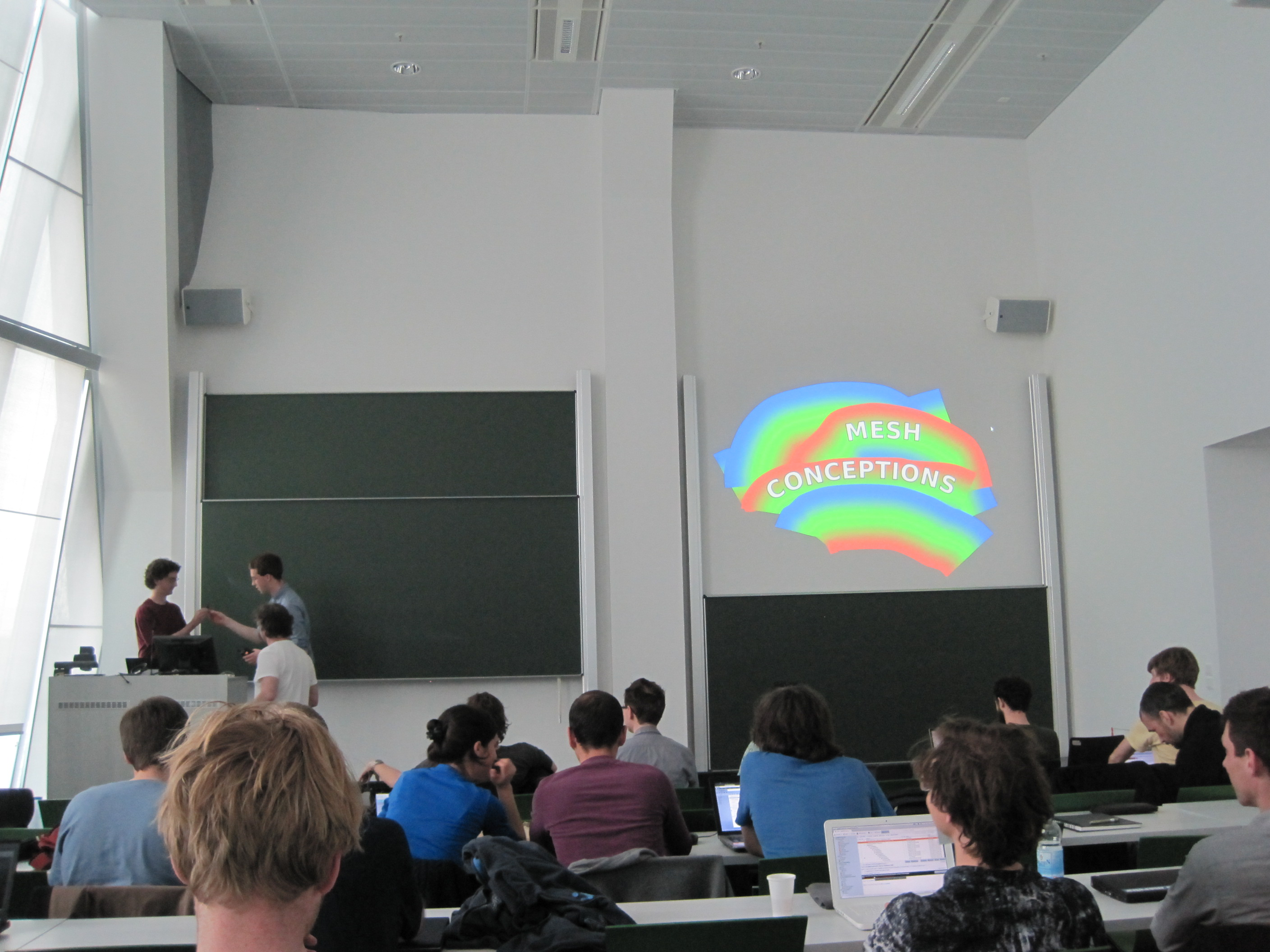
LGM 2014

De Libre Graphics Meeting (LGM) is een jaarlijkse conferentie voor het discussiëren over vrije software en opensourcesoftware die gebruikt wordt met afbeeldingen. De eerste Libre Graphics Meeting werd in mei 2006 gehouden. De gemeenschappen van Inkscape, GIMP, Krita, Scribus, sK1, Blender, Open Clip Art Library, Open Font Library en meer komen samen via het Create Project om elkaar te ontmoeten tijdens deze jaarlijkse conferentie. Ze werd mede opgericht door Dave Neary en Dave Odin.

## Overzicht
De conferentie wordt jaarlijks gehouden sinds 2006 en is gericht op het aantrekken van ontwikkelaars, kunstenaars en professionals die gebruikmaken van en werken aan de verbetering van vrije en open source software grafische toepassingen. LGM heeft tot doel het samenbrengen van deze mensen voor het creëren van hoge kwaliteit vrije grafische toepassingen. Door samen te werken maakt het de ontwikkeling van cross-applicatie activa mogelijk zoals borstels en een grotere interoperabiliteit, zoals gedeelde bestandsformaten.
Veel van de afzonderlijke groepen maken van de gelegenheid gebruik om Birds of a Feather-sessies (BOF) te houden, voor veel mensen is het de enige keer dat ze hun teamleden in persoon te zien zullen krijgen.

## Samenwerking
Naast de kruisbestuiving van ideeën maakt de Libre Graphics Meeting het mogelijk te discussiëren over mogelijke toekomstige samenwerking.
Louis Suárez-Potts, OpenOffice.orgs Community Development Manager en Community Lead werd gezonden naar de Libre Graphics Meeting in 2007 om manieren te vinden die OpenOffice.org zou kunnen gebruiken om de grenzen van een traditioneel kantoorsoftwarepakket te overstijgen door samenwerking met andere open source-projecten te vinden. Een van de manieren die is voorgesteld op de Libre Graphics Meeting in 2007 was dat OpenOffice.org een andere open source applicatie kan suggereren als het de functie die een gebruiker vraagt niet kan uitvoeren. Bijvoorbeeld wanneer een gebruiker een afbeelding in een office-document wil bewerken, kan OpenOffice.org GIMP voorstellen om die rol te vervullen.

## Specifieke Libre Graphics Meetings
| Jaar | Data           | Locatie                     | Noten                                                                       |
| ---- | -------------- | --------------------------- | --------------------------------------------------------------------------- |
| 2006 | 17–19 maart    | Lyon, Frankrijk             | gehouden op de École d'Ingénieurs CPE                                       |
| 2007 | 4–6 mei        | Montréal, Canada            | gehouden op de École Polytechnique                                          |
| 2008 | 8–11 mei       | Wrocław, Polen              | gehouden op de Technische Universiteit van Wrocław                          |
| 2009 | 6–9 mei        | Montréal, Canada            | gehouden op de École Polytechnique                                          |
| 2010 | 27–30 mei      | Brussel, België             | gehouden te Pianofabriek, Saint-Gillis                                      |
| 2011 | 10–13 mei      | Montréal, Canada            | gehouden op de École Polytechnique                                          |
| 2012 | 2–5 mei        | Wenen, Oostenrijk           | gehouden op de UAS Technikum Wien                                           |
| 2013 | 10–13 april    | Madrid, Spanje              | gehouden op MediaLab-Prado                                                  |
| 2014 | 2–5 april      | Leipzig, Duitsland          | gehouden op de Universiteit van Leipzig                                     |
| 2015 | 30 april–2 mei | Toronto, Canada             | gehouden op de Universiteit van Toronto                                     |
| 2016 | 15–18 april    | Londen, Verenigd Koninkrijk | gehouden op de Universiteit van Westminster                                 |
| 2017 | 20–23 april    | Rio de Janeiro, Brazilië    | gehouden op de Pauselijke Katholieke Universiteit van Rio de Janeiro        |
| 2018 | 26–30 april    | Sevilla, Spanje             | gehouden op de Universiteit Sevilla (Facultad de Comunicacion) en Tramallol |
| 2019 | 29 mei–2 juni  | Saarbrücken, Duitsland      | gehouden op de K8 Institut fuer strategische Ästhetik                       |
| 2020 | 27–29 mei      | Rennes, Frankrijk → online  |                                                                             |
| 2021 | 27–30 mei      | online                      | [ 2 ]                                                                       |

## Belangrijkste resultaten
- Toevoeging van kleurbeheer voor GIMP en Inkscape.
- OpenRaster-initiatief om een uitwisselingsbestandsformaat voor rasterafbeeldingen te creëren, op dit moment ondersteund door Krita, GEGL en MyPaint.
- Start van het UniConvertor-project om Corel Draw en WMF te voorzien van importeurs voor Scribus, Inkscape en ieder ander project dat bereid is om ze te gebruiken.
- KDE SC 4 grafische software maakt nu gebruik van LibRaw in plaats van DCRaw om Raw-bestanden te verwerken, die bedoeld is om meer consistente demosaicing te bereiken, snellere verwerking met behulp van OpenMP en betere metadata-extractie.
- LensFun-bibliotheek om automatisch verschillende lensvervormingen vast te stellen.
- Vrijgave van Open Clip Art Library 3.0.
- Vrijgave van Open Font Library.
- Vrijgave van DeviantArt Developer API.
- Het publiek tonen van Milkymist.